# Sherri Howard
Sherri Howard (née le 1er juin 1962 à Sherman, au Texas) est une athlète américaine spécialiste du 400 mètres. Elle est la sœur de Denean Howard-Hill qui fut championne olympique avec elle (relayeuse lors des séries).

## Carrière
En 1984, elle remporte la médaille d'or du relais 4 × 400 mètres des Jeux olympiques de Los Angeles aux côtés de ses coéquipières américaines Lillie Leatherwood, Valerie Brisco-Hooks et Chandra Cheeseborough. L'équipe des États-Unis devance finalement le Canada et la République fédérale d'Allemagne, et établit un nouveau record olympique en 3 min 18 s 29. Quatre ans plus tard, Sherri Howard dispute les séries du relais 4 × 400 m des Jeux olympiques de Séoul mais n'est pas sélectionnée pour la finale.
Sa meilleure performance sur 400 m est de 50 s 40, établie durant la saison 1984.

## Palmarès
| Année | Compétition     | Lieu        | Résultat | Épreuve   |
| ----- | --------------- | ----------- | -------- | --------- |
| 1984  | Jeux olympiques | Los Angeles | 1re      | 4 × 400 m |